# وائل عبد القادر عقيلان
القائد القسامي وائل عبد القادر حسن عقيلان (11 فبراير 1978 - 3 مايو 2009). من قادة كتائب الشهيد عز الدين القسام.

## حياته ودراسته
ولد القائد المهندس وائل عقيلان بمخيم العروب في الضفة الغربية في العام 1977، ولجأ إلى قطاع غزة مع أسرته حيث استقرت بمدينة غزة، والتحق بمدرسة جباليا الابتدائية ودرس فيها المرحلة الإعدادية.. ثم التحق بمدرسة بغزة لدراسة المرحلة الثانوية حيث نشأ هناك بين أحضان أسرة متدينة معروفة بمكانتها وجهادها مكونة من 12 فرد وعرف طريقه إلى المسجد الأبيض بمعسكر الشاطئ منذ نعومة أظافره. كان من الطلبة المتفوقين في قسم هندسة الكمبيوتر بكلية الهندسة بالجامعة الإسلامية في غزة التي شغل منصب رئيس مجلس طلبتها مدة عام بعد انتخابات طلابية فازت خلالها الكتلة الإسلامية، الإطار الطلابي لحركة المقاومة الإسلامية حماس.

## المطاردة
كان الشهيد على قائمة المطلوبين لقوات الاحتلال الإسرائيلي منذ اشتعال انتفاضة الأقصى في أيلول/سبتمبر من عام 2000 حيث نشرت سلطات الاحتلال اسمه ضمن قوائم المطلوبين لأجهزتها الأمنية عدة مرات. ومنذ إدراج اسمه في القوائم الإسرائيلية عاش عقيلان حياة المطاردة مع رفيق دربه القسامي رامي سعد الذي استشهد أثناء مشاركته في التصدي لاجتياح القوات الإسرائيلية لحي الشجاعية بمدينة غزة. ويُنسب إلى عقيلان المسؤولية عن قيادة الوحدة (103) التابعة لكتائب القسام التي أعلنت مسؤوليتها عن عدة عمليات إطلاق نار وتفجير دبابات وآليات إسرائيلية خلال انتفاضة الأقصى، كما تتهمه قوات الاحتلال بالمشاركة في تطوير صواريخ القسام. وتصفه بعض المصادر المقربة منه بأنه ذو عقلية إستراتيجية قيادية وشخصية عسكرية فذة ويتمتع بحس أمنى عالٍ.

## نجاته من الاغتيال
في إطار الحرب الشعواء التي شنتها قوات الاحتلال الإسرائيلي على حماس عام 2003 وبعد سقوط الهدنة التي أعلنتها الفصائل الفلسطينية في شهر حزيران/يونيو عام 2003 إثر قيام الطائرات الإسرائيلية بقصف سيارة المهندس إسماعيل أبو شنب القيادي البارز في حركة حماس ما أدى إلى استشهاده واثنين من مرافقيه.. تصاعدت وتيرة الاغتيالات الإسرائيلية ضد كوارد حركة حماس. وبعد اغتيال المهندس أبو شنب، اغتالت طائرات الأباتشي أربعة عناصر من كتائب القسام هم: أحمد إشتيوي ووحيد الهمص وأحمد أبو هلال ومحمد أبو لبدة بقصف سيارة كانوا يستقلونها على الطريق الساحلي بمدينة غزة. وواصلت قوات الاحتلال عمليات الاغتيال فاستهدفت بقصف صاروخي كلاً من خالد مسعود ووائل عقيلان علي مفرق مدرسة عباد الرحمن الخاصة - شارع الجلاء تقاطع الشارع الثالث إلا أنهما تمكنا من إفشال المحاولة بالفرار من السيارة الرينو البيضاء التي كانا يستقلانها قبل قصفها بلحظات. وفي تعقيبه على فشل عملية الاغتيال أكد جيش الاحتلال أنه كان يستهدف خالد مسعود الذي يلعبُ دوراً بارزاً في تطوير صواريخ القسام التي باتت تشكل تهديداً خطيراً بعد سقوط أول صاروخ من هذا الطراز على مدينة عسقلان الإستراتيجية داخل إسرائيل. ولم تكن تلك محاولة الاغتيال الوحيدة فقد نجا الشهيد من محاولة اغتيال أخرى استهدفته في منطقة تل الإسلام.

## الاعتقال
تعرض المهندس عقيلان للاعتقال من قبل جهاز الأمن الوقائي الفلسطيني ثلاث مرات، الأولى كانت لمدة 10 أشهر، والمرة الثانية مكث خلالها في السجن 4 شهور، فيما كان الاعتقال الأخير لمدة 7 أيام فقط. وهناك تلقى علاجات خاطئة كانت السبب في إصابته ب قرحة المعدة والتي لازمته طوال حياته حيث عولج منها في أحد مستشفيات مصر عام 2007 وكانت السبب في وفاته فيما بعد.

## الشهادة
ارتقي شهيدا بعد عام ونصف فقط من استشهاد شقيقه الأصغر محمد عقيلان الذي كان ينتمي إلى سرايا القدس الجناح العسكري لحركة الجهاد الإسلامي في غزة، والذي استشهد في معركة أيام الغضب أو ما يسمى بالمحرقة. وارتقى إلى ربه شهيدا مساء يوم الأحد 3/5/2009 في مستشفى الشفاء بغزة بعد صراع مع المرض استمر لمدة عشرين يوما نتيجة مضاعفات لقرحة المعدة -أصيب بها في سجون الوقائي- وتحديدا انفجار الإثنى عشر مما تسبب في حدوث حالة تسمم أدت إلى وفاته بعد أن رفضت السلطات المصرية السماح له بعبور معبر رفح للعلاج في أراضيها أو حتى للسفر للعلاج في أي دولة أخرى. وبذلك أصبح الشهيد رقم 230 من شهداء الحصار الإسرائيلي المصري على قطاع غزة. وبوفاته لايبقى على قيد الحياة من أعضاء الوحدة القسامية الخاصة 103 سوى الأسير البطل حمادة الديراوى والأسير البطل فؤاد أبو نار فك الله أسرهم، بعد استشهاد كل من مهند سويدان ورامي سعد «زوج امية الأول» واحمد شتيوى ووحيد الهمص.

## رفاقه
كان الشهيد من رفاق الشهداء عادل هنية وتيتو مسعود وسهيل أبو نحل ونضال فرحات وعدد كبير من شهداء المجموعات الأولي التي صنعت صواريخ القسام والتي أطللقت النار على الجنود والمستوطنين .